# 가치 사슬
가치 사슬(value chain)은 기업에서 경쟁전략을 세우기 위해, 자신의 경쟁적 지위를 파악하고 이를 향상시킬 수 있는 지점을 찾기 위해 사용하는 모형이다. 가치 사슬의 각 단계에서 가치를 높이는 활동을 어떻게 수행할 것인지 비즈니스 과정이 어떻게 개선될 수 있는지를 조사하여야 한다.
- 가치 사슬 모형을 통해 회사의 상품 및 서비스를 위한 가치의 마진을 분석할 수 있다.
- 가치 사슬 모델의 확장된 범위로서 공급 사슬 관리와, 고객 관계 관리가 포함될 수 있다.
- 가치 사슬 모델의 주요활동은 주요 활동과 지원 활동으로 구분된다.

가치 사슬 모형의 이점으로는 최저비용, 운영효율성, 이익마진향상, 공급자와 고객 간의 관계와 같은 경쟁 우위를 준다는 점이다.
마이클 포터의 가치사슬에 따르자면, 모든 조직에서 수행되는 활동은 본원적 활동(primary activity)과 지원활동(support activity)으로 나뉘어 질 수 있다.

## 본원적 활동(Primary Activities)
(1)입고(입력), (2)운영(생산 및 처리), (3)출고(저장 및 분배), (4)마케팅 및 판매 그리고(5) 서비스

입고(물류)활동 내의 원재료는 입고처리 됨으로써 조직에서의 기본적인 가치가 부가된다. 그리고 그 가치는 생산 활동을 통하여 제품으로 제조됨으로써 또 다시 새로운 가치를 더하게 되고, 포장, 저장, 선적을 거쳐 배달을 기다리게 되며, 이 과정에서 역시 새로운 가치가 부가된다. 마케팅 및 판매 활동에 의해 제품을 고객에게 조달하며, 최종적으로 고객에게 서비스가 수행되게 된다. 

이들 주 활동은 순차적인 흐름으로 연결되어 있고, 모든 활동의 결과 축적된 가치는 기업의 이익을 형성한다.

## 지원활동
(1)기업의 인프라스트럭처(회계, 재무, 경영), (2)인적자원 관리, (3)기술 개발, (4)조달 프로세스 
등에 의해 골고루 지원된다. 지원활동은 모든 본원적 활동을 지원할 뿐 아니라 지원활동 간에도 서로 지원한다.

## 같이 보기
- 마케팅 전략
- 경영전략론
- 가치 웹